# Зеленобалківський сільський округ
Зеленоба́лківський сільський округ (каз. Зелёная Балка ауылдық округі, рос. Зелёнобалковский сельский округ) — адміністративна одиниця у складі Бухар-Жирауського району Карагандинської області Казахстану. Адміністративний центр — село Доскей.
Населення — 4416 осіб (2021; 4348 у 2009, 5116 у 1999, 4901 у 1989).
Станом на 1989 рік існувала Акжарська сільська рада (села Аккудук, Доскей, Зелена Балка, Трудове). Пізніше село Доскей було приєднане до села Зелена Балка, яке ще пізніше було перейменоване на Доскей.

## Склад
До складу округу входять такі населені пункти:
| Населений пункт | Населення, осіб (1989) | Населення, осіб (1999) | Населення, осіб (2009) | Населення, осіб (2021) |
| --------------- | ---------------------- | ---------------------- | ---------------------- | ---------------------- |
| Аккудук, село   | 44                     | 93                     | -                      | -                      |
| Доскей, село    | 4148                   | 4760                   | 4027                   | 4081                   |
| Доскей, село    | 356                    | -                      | -                      | -                      |
| Трудове, село   | 353                    | 263                    | 321                    | 335                    |